# Weight/Measurement
Weight/Measurement (W/M) is een methode om vrachttarieven te bepalen.
Bij zeevracht wordt aangehouden: per 1000 kilogram of per kubieke meter, afhankelijk welke van de twee factoren het grootst is. Een zeer licht product zal op volume worden gefactureerd, een product met veel massa wordt op gewicht gefactureerd.
Bij luchtvracht gaat het meestal om lagere gewichten en kleinere afmetingen. Daar wordt per kilogram of per 7000 kubieke centimeters (één kubieke voet) gehanteerd, afhankelijk welke factor het grootst is.